# Доэфесские церкви
Доэфесские церкви — церкви, которые признают исповедание веры только первых двух Вселенских соборов — Первого Никейского (325 года) и Первого Константинопольского соборов (381 года), отвергая исповедания Третьего Вселенского Эфесского собора и последующих Вселенских соборов. Богослужения совершаются по восточно-сирийскому обряду.
Доэфесские церкви отличаются от Древневосточных православных церквей, которые признают Эфесский собор (431 года), а также от халкидонских церквей, которые признают Халкидонский собор (451 г.) и включают Православную церковь, Католическую церковь и большинство протестантских церквей. Доэфесские церкви не состоят в евхаристическом общении с другими церквями, в том числе с Древневосточными православными церквями. Доэфесские церкви часто назывались «несторианскими». Характеристика доэфесских церквей как «несторианских» считается некорректной и в современной литературе встречается редко. Существуют также ряд других терминов для идентификации верующих Доэфесских церквей: «ассирийцы», «халдеи», «арамеи».
Доэфесские церкви составляют ветвь восточного христианства, и в них состоят около 250 000 человек.
Доэфесские церкви («халдеи», или «восточные сирийцы») вместе с нехалкидонитами сирийской традиции («западными сирийцами», или «яковитами») составляют сирийское христианство.

## Церкви
Церкви, которые сегодня относятся к доэфесским, исторически связаны с древней Церковью Востока:
1. Ассирийская церковь Востока
  - Халдейская сирийская церковь
2. Древняя Ассирийская церковь Востока